# Puccinia pelargonii-zonalis
Puccinia pelargonii-zonalis är en svampart som beskrevs av Doidge 1926. Puccinia pelargonii-zonalis ingår i släktet Puccinia och familjen Pucciniaceae.   Inga underarter finns listade i Catalogue of Life.